# Малышевский муниципальный округ
Ма́лышевский городской округ — муниципальное образование в Свердловской области России, относится к Южному управленческому округу. Административный центр — пгт Малышева.
С точки зрения административно-территориального устройства области, Малышевский ГО вместе с Асбестовским ГО и ГО Рефтинский находится в границах административно-территориальной единицы города Асбест.
С 1 января 2025 года имеет статус муниципального округа.

## География
Малышевский городской округ расположен в южной части Свердловской области и со всех сторон окружен территорией Асбестовского городского округа. Площадь округа составляет 154,50 км².

## История
Муниципальное образование «рабочий посёлок Малышева» образовалось в 1996 году в результате отделения от города Асбест. В его состав вошли рп Малышева, рп Изумруд, п. Ильинский, п. Коммунальный, п. Осиновка, п. Чапаева, п. Шамейский. Посёлки Коммунальный и Осиновка были упразднены в 2001 году, а посёлок Ильинский — в 2004 году.
10 ноября 1996 года муниципальное образование было включено в областной реестр.
С 31 декабря 2004 года в рамках реформы местного самоуправления муниципальное образование рп Малышева наделено статусом городского округа. Закон вступил в силу 31 декабря 2004 года.
С 1 января 2006 года муниципальное образование было переименовано в Малышевский городской округ.

## Население
| 2010    | 2011    | 2012    | 2013    | 2014    | 2015    | 2016    |
| ------- | ------- | ------- | ------- | ------- | ------- | ------- |
| 11 042  | ↘11 020 | ↘10 974 | ↘10 950 | ↘10 868 | ↗10 888 | ↘10 763 |
| 2017    | 2018    | 2019    | 2020    | 2021    | 2023    |         |
| ↘10 707 | ↘10 556 | ↘10 370 | ↘10 311 | ↘9678   | ↘9539   |         |

## Состав городского округа
| № | Населённый пункт | Тип населённого пункта      | Население |
| - | ---------------- | --------------------------- | --------- |
| 1 | Изумруд          | посёлок                     | ↗1440     |
| 2 | Малышева         | пгт, административный центр | ↘8400     |
| 3 | Чапаева          | посёлок                     | ↗15       |
| 4 | Шамейский        | посёлок                     | ↘43       |

С точки зрения административно-территориального устройства области, все 4 населённых пункта Малышевского городского округа входят в состав административно-территориальной единицы города Асбест.